# Anthurium fusiforme
Anthurium fusiforme är en kallaväxtart som beskrevs av Thomas Bernard Croat. Anthurium fusiforme ingår i släktet Anthurium och familjen kallaväxter. Inga underarter finns listade.